# Pedro Cornaro
Pedro Cornaro foi conjuntamente com a sua esposa, Margarida de Enghien e entre 17 de Maio de 1377 a 1388 o nono senhor do Senhorio de Argos e Náuplia, estado cruzado, criado como feudo do Principado de Acaia. Foi antecedido por Luís de Enghien. A partir de desta data o senhorio passou ao controlo da República de Veneza.